# Убийство Марси Конрад
Убийство Марси Рене Конрад произошло в городе Милпитас (штат Калифорния) 3 ноября 1981 года. 14-летняя девушка была задушена своим другом — 16-летним Энтони Жаком Бруссардом. Убив девушку, Бруссард совершил акт некрофилии с её трупом, после чего сбросил его на окраине города. Данное дело получило широкий общественный резонанс и активно обсуждалось в СМИ после того, как было установлено, что в течение двух последующих дней после совершения убийства Бруссард показал тело убитой девушки как минимум 13 друзьям и знакомым из школы Milpitas High School, но никто из них не заявил об этом в полицию. Этот инцидент в очередной раз поднял волну споров об ужесточении наказания несовершеннолетним. Впоследствии это привело к изменению законоположений и процессуальных норм, регламентирующих обращение с несовершеннолетними в штате Калифорния. На основе этих событий был создан сценарий, по которому в 1987 году режиссёром Тимом Хантером был снят фильм «На берегу реки».

## Обстоятельства убийства
На момент гибели 14-летняя Марси Конрад (англ. Marcy Conrad; 5 февраля 1967 — 3 ноября 1981) состояла в дружеских отношениях с 16-летним Энтони Жаком Бруссардом. В 1973 году, когда Энтони было 8 лет, его мать умерла при невыясненных и загадочных обстоятельствах, после чего он начал проявлять признаки психического расстройства. В подростковые годы он стал увлекаться алкоголем и наркотиками, благодаря чему не пользовался популярностью в округе и подвергался нападкам других учеников, несмотря на то, что обладал высоким ростом и крупным телосложением. Марси Конрад в подростковые годы была замечена в дромомании и за день до гибели в очередной раз сбежала из дома. 3 ноября 1981 года Бруссард покинул занятия в школе Milpitas High School, после чего встретился с Марси и пригласил её к себе в дом, где позже между ними произошла ссора из-за нелицеприятных высказываний Марси Конрад в адрес матери Энтони Бруссарда. После ссоры Бруссард напал на девушку, задушил её, после чего совершил с её трупом постмортальные сексуальные манипуляции. Вечером того же дня Энтони Бруссард погрузил частично одетое тело Марси Конрад в свой автомобиль и отвёз его в холмистую местность, расположенную в четырёх милях от города в районе водохранилища Калаверас, где сбросил труп, после чего разбросал её одежду и другие личные вещи недалеко от этого места

## Расследование
Энтони Жак Бруссард был арестован поздно вечером 5 ноября 1981 года на основании свидетельских показаний. В ходе расследования было установлено, что на следующий день после убийства Энтони Бруссард рассказал о содеянном своему лучшему другу и бывшего парню Марси — 16-летнему Майку Фаулксу и ряду других знакомых. С целью предъявления доказательств Бруссард отвёз их на место сброса тела Конрад. В последующие часы Бруссард признался в совершении убийства ещё нескольким друзьям и знакомым, после чего также показал им место, где им было сброшено тело убитой. Вскоре среди учеников школы Milpitas High School распространились слухи об убийстве, благодаря чему в целях подтверждения этой информации место, где находился труп Марси Конрад, посетило ещё несколько человек, которые были замечены в проявлении девиантного поведения. Так, один из друзей Бруссарда, 16-летний Кирк Расмуссен, с целью сокрытия доказательств преступления попытался засыпать тело девушки сухими листьями, в другом случае ряд из студентов в целях подтверждения того факта, что девушка мертва - бросали в тело Конрад камни. Одна из девушек из числа посетивших место обнаружения трупа присвоила ряд деталей одежды убитой. 16-летний Дэйв Лефлер, посещавший школу Calaveras Hills High School, не был знаком с Бруссардом, но, услышав об обнаружении тела, также посетил место, где оно располагалось, после чего рассказал об увиденном своему другу 18-летнему Майку Ирвину, которого отвёз на это место с целью предъявления доказательств. В тот же вечер Лефлер и Ирвин обратились в полицию, после чего в ходе расследования было задержано 13 человек, которые дали показания против Бруссарда. Настоящее количество молодых людей в городе, которые были осведомлены о случившемся и видели труп Марси Конрад в течение двух дней последующих после совершения убийства, осталось неизвестным. После того, как полицией было обнаружено тело жертвы, сотрудники полиции свидетельствовали о том, что к месту обнаружения тела направлялись ещё как минимум четыре автомобиля с молодыми людьми, которые спешно покинули район из-за полицейского оцепления.

## Общественный резонанс
После того, как была обнародована информация о том, что никто из числа тех, кто был осведомлён о совершении убийства, не предпринял в течение двух дней никаких действий по разоблачению преступника и информировании официальных лиц, дело об убийстве Марси Рене Конрад получило широкую огласку в СМИ и вызвало широкий общественный резонанс. В последующие месяцы продолжался интенсивный период самоанализа со стороны родителей учеников и школьных чиновников, которые пытались объяснить, почему молодые люди не сообщили об убийстве.
Для того, чтобы защитить общественность от грозящей опасности и реализации выполнения морального долга несовершеннолетними в будущем, после установления обстоятельств совершения преступления Бруссардом, в штате Калифорния возникли дискуссии о ведении в школах целенаправленной работы по выявлению причин, которые способствовали совершению преступлений несовершеннолетними, и соответственно причин роста подростковой преступности, а также по организации индивидуальной профилактической и коррекционно-реабилитационной работы с подростками, совершившими преступления, так как подростки в силу возраста были признаны лицами, у которых не до конца сформировано чувство ответственности и понимания серьёзности происходящего.
Так как около 40 процентов населения Милпитаса составляли представители национальных меньшинств, а большинство подростков состояло в различных неформальных молодежных движениях, где сотрудничество с полицией считалось императивом, Майк Ирвин и Дэйв Лефлер после разоблачения Бруссарда и публичной огласки этого дела подверглись осуждению и угрозам со стороны многих сверстников, в связи с чем ряд СМИ заявил о маргинализации общества в Милпитасе и выставил взрослое население города и население других подобных пригородов крупных городов в нелицеприятном свете, заявив, что многие родители вследствие маргинализации испытывают трудности с передачей моральных ценностей детям, ослабляют социальный контроль, в связи с чем дети отвергают определённые ценности и традиции той культуры, в которой они находятся, и утверждают свою собственную систему норм и ценностей, допускающую возможность бесконтрольного поведения, которое переходит во внутреннюю неспособность личности к самоограничению. Однако эти нападки вызвали гнев и споры со стороны жителей города и различных чиновников. В частности директор школы Milpitas High School, 52-летний Питер Меса, подтвердил, что подростки Милпитаса были подвержены таким социально-отрицательным интересам, как стремление к взрослым формам поведения, ранним сексуальным опытам, групповому употреблению наркотических средств и алкогольных веществ, членству в бандах, что являлось залогом проявления девиантного поведения, но в то же время, заявил что подобная трагедия могла произойти в любом городе, так как такие же социально-отрицательные интересы проявляют сотни тысяч молодых людей по всей стране. Большинство из числа тех, кто так или иначе был связан с убийством Марси Конрад, впоследствии заявили, что отказались заявить в полицию об убийстве из-за низкого уважения закона и из-за низкого уровня доверия к полиции, обусловленного противоправными действиями сотрудников правоохранительных органов в отношении арестованных и очень низкой правовой защищённости населения, что было зафиксировано на протяжении 1970-х в разных города штата Калифорния. В ходе общественного резонанса возникли дискуссии об увеличении эффективности государственных служб и органов по охране общественного порядка и изменения сложившихся негативных представлений о них.

## Последующие события
После завершения расследования Энтони Бруссарду были предъявлены обвинения в убийстве Марси Конрад 24 декабря 1981 года. 
Несмотря на то, что в ходе расследования следствием были установлены личности подростков, которым было продемонстрировано тело Конрад, обвинение в укрывательстве преступления было предъявлено только 16-летнему Кирку Рассмусену, который под давлением свидетельских показаний вынужден был признать, что совершил попытку закидать труп Марси Конрад листьями, но заявил, что его действия не предусматривали умысел укрывательства преступления, а были совершены в тот момент, когда он находился в состоянии аффекта, которое вызвало нарушение волевого контроля над действиями. В феврале 1982 года Расмуссен был признан виновным и получил в качестве наказания 3 года лишения свободы.
Так как прямых улик, изобличающих Бруссарда в убийстве Марси Конрад, найдено не было, после предъявления обвинений Энтони Бруссард не признал свою вину и по совету своего адвоката придерживался принципа презумпции невиновности. Судебный процесс был назначен на 13 апреля 1982 года. В этот период в полицию обратились родители двух несовершеннолетних девочек, которые заявили, что в 1981 году также подверглись сексуальным домогательствам со стороны Бруссарда, благодаря чему в марте 1982 года ему были предъявлены новые обвинения.
На основании законодательных актов, закрепляющих основы правового статуса несовершеннолетних, возраст уголовной ответственности для несовершеннолетних жителей штата Калифорния наступал в 16 лет, однако в соответствии с действовавшим на тот момент уголовно-правовым режимом, в случае осуждения им запрещено было выносить уголовные наказания в виде смертной казни. В случае с Энтони Бруссардом прокуратура округа Санта-Клара заявила, что в случае осуждения будет добиваться для него уголовного наказания в виде пожизненного лишения свободы без права на условно-досрочного освобождения. 
Судебный процесс над Энтони Бруссардом открылся 4 мая 1982 года. Несмотря на то, что основной доказательной базой обвинения были всего лишь свидетельские показания его друзей и знакомых, вероятность вынесения обвинительного вердикта была высока, вследствие чего Бруссард, не выдержав морального давления, в июле 1982 года заключил с прокуратурой соглашение о признании вины в обмен на вынесение ему уголовного наказания в виде пожизненного лишения свободы с правом условно-досрочного освобождения и проведения судебно-психиатрической экспертизы. Бруссард признал вину в убийстве Марси Конрад и подробно рассказал о том, как развивались события в период с 3 по 5 ноября 1981 года, после чего был этапирован в «Центр временного содержания для несовершеннолетних правонарушителей», где с августа по ноябрь 1982 года в отношении него была проведена судебно-психиатрическая экспертиза с целью определения степени его вменяемости, на основании чего он мог избежать этапирования в тюремное учреждение и отбывать часть назначенного уголовного наказания в «Центре временного содержания для несовершеннолетних правонарушителей» до достижения 25-летнего возраста, где он должен был пройти различные программы по реабилитации сексуальных преступников и восстановлению психического здоровья. 
На основании результатов экспертизы у Бруссарда была диагностирована хроническая параноидная шизофрения с органическим поражением головного мозга, вызванным злоупотреблением наркотических средств, но тем не менее он был признан вменяемым. Во время содержания в «Центре временного содержания для несовершеннолетних правонарушителей» Энтони Бруссард не выражал раскаяния в содеянном и демонстрировал признаки нарушения эмоционального состояния. На основании этого 3 декабря 1982 года, за 3 дня до своего 18-го дня рождения, Энтони Бруссард был признан виновным в убийстве Марси Рене Конрад и получил в качестве наказания пожизненное лишение свободы с правом подачи ходатайства на условно-досрочное освобождение по отбытии 25 лет, после чего он был этапирован в тюрьму Deuel Vocational Institution
Отбыв в заключении более 15 лет, Бруссард получил право подать ходатайство на условно-досрочное освобождение в августе 1996 года, но ему было отказано из-за тяжести совершённого им деяния и проявленной при этом жестокости, а также из-за отсутствия раскаяния в содеянном. В последующие годы он ещё 5 раз подавал подобные ходатайства, но ему всегда было отказано. По состоянию на 2020 год, 55-летний Энтони Жак Бруссард продолжает отбывать своё наказание в тюрьме California State Prison. Очередные слушания по его условно-досрочному освобождению состоялись в марте 2021 года, где ему снова было отказано.

## В массовой культуре
В 1987 году был снят художественный фильм «На берегу реки», основанный на убийстве Марси Конрад и последующих после него событиях в Милпитасе, главные роли в котором исполнили Криспин Гловер, Киану Ривз и Дэниел Робук в роли Самсона Толлета, прототипом которого послужил Энтони Жак Бруссард